# Товариш (заступник)
Товариш міністра (або загальне товариш голови) (рос. Това́рищ мини́стра, това́рищ председа́теля) — державна посада в Російській імперії, рівна за повноваженнями заступнику міністра або голови. Товариш міністра (голови) завідував найважливішими структурними частинами міністерства або іншої установи, виконував окремі відповідальні доручення.

## Історія посади
У російському законодавстві термін товариш міністра в якості офіційної посади зустрічається з 1802 року. Не застосовується після 1917 року.
Продовжує використовуватися в Латвії – товариш Президента міністрів (латвійською Ministru prezidenta biedrs) — найменування віце-прем'єра.